# Coupe Memorial 1962
Navigation
Édition précédente Édition suivante
La finale de l'édition 1962 de la Coupe Memorial est présentée dans les villes de Guelph, Kitchener et Hamilton en Ontario et est disputé entre le vainqueur du Trophée George T. Richardson, remis à l'équipe championne de l'est du Canada et le vainqueur de la Coupe Abbott remis au champion de l'ouest du pays.

## Équipes participantes
- Les Red Wings de Hamilton de l'Association de hockey de l'Ontario en tant que champion du Trophée George T. Richardson.
- Les Oil Kings d'Edmonton de la Ligue de hockey centrale de l'Alberta en tant que vainqueur de la Coupe Abbott.

### Résultats
| Match | Vainqueur             | Résultat | Perdant               | Lieu                                      |
| ----- | --------------------- | -------- | --------------------- | ----------------------------------------- |
| 1     | Red Wings de Hamilton | 5-2      | Oil Kings d'Edmonton  | Barton Street Arena (Hamilton)            |
| 2     | Red Wings de Hamilton | 4-2      | Oil Kings d'Edmonton  | Guelph Memorial Gardens (Guelph)          |
| 3     | Oil Kings d'Edmonton  | 5-3      | Red Wings de Hamilton | Guelph Memorial Gardens (Guelph)          |
| 4     | Red Wings de Hamilton | 3-0      | Oil Kings d'Edmonton  | Guelph Memorial Gardens (Guelph)          |
| 5     | Red Wings de Hamilton | 7-4      | Oil Kings d'Edmonton  | Kitchener Memorial Auditorium (Kitchener) |

## Effectifs
Voici la liste des joueurs des Red Wings de Hamilton, équipe championne du tournoi 1962 :
- Entraîneur : Eddie Bush
- Gardiens : Buddy Blom
- Défenseurs : Ron Harris, Roger LaFrenière, Bob Wall, Jack Wildfong,
- Attaquants : Joe Bujdoso, Bryan Campbell, Bob Dean, John Gofton, Bob Hamilton, Larry Harrop, Earl Heiskala, Paul Henderson, Lowell MacDonald, Hubert Martin, Howie Menard, Jim Peters (en), Wayne Rivers et Larry Ziliotto.